# Blue Weekend
Blue Weekend es el tercer álbum de estudio de la banda de rock alternativo inglesa Wolf Alice. Fue publicado el 4 de junio de 2021 a través de Dirty Hit Records. El álbum estuvo precedido por cuatro sencillos, recibiendo aclamación crítica casi unánime, con muchos nombrándolo el mejor material tanto de la banda como del año. Fue nominado para el Premio Mercury de ese año, perdiendo ante Collapsed in Sunbeans de Arlo Parks.
Las letras del álbum fueron descritas como una vista intima sobre las experiencias vividas por la vocalista Ellie Roswell, formando un aspecto narrativo con tópicos como éxtasis sexual, consumo de drogas y su estatus de celebridad.

## Concepto
Luego de la publicación de Visions of a Life, se embarcaron en una gira aproximada de 18 meses, y lograron ser victoriosos en el Premio Mercury de 2018. Según el guitarrista Joff Oddie, las bases para el material fueron descritas como exhaustivas, tomando dos años de escritura desde la conclusión de Visions y su posterior gira, además de notar que la grabación tardó cuatro meses en estructurarse. En cuanto al contenido lírico, Ellie Roswell expresaba a Mondosonoro que el álbum contiene subidas y bajadas emocionales como su álbum previo, pero expandieron su identidad sonora al incluir piezas más folk como «Safe from Heartbreak (If You Never Fall in Love)», cuya inspiración proviene de la canción «Hammond Song» del grupo de hermanas cantautoras The Roches.

## Recepción

### Crítica
El álbum recibió reseñas positivas casi unánime, muchos de ellos describiéndolo como su mejor álbum. En Metacritic, el cual asigna un índice normalizado de 100, el álbum recibió una puntuación mediana de 91 basado en 19 reseñas, indicando "aclamación universal". A final de año, fue el octavo álbum mejor valorado de 2021 dentro del sitio web.
El portal Fortyfive le otorgó el álbum 5 estrellas, llamando a Blue Weekend "un arriesgado idilio de sentir: el sonido de una banda que satisface ellos más que los probar, y completamente llenando el espacio que han formado con los años."

### Comercial
Blue Weekend debutó en el número uno en el Official Albums Chart con 36 182 copias vendidas en su primera semana, siendo la primera vez que el grupo lidera la lista. También fue el álbum más vendido del año en las tiendas británicas independientes.

### Reconocimientos
| Publicación          | Lista                                       | Posición | Ref.   |
| -------------------- | ------------------------------------------- | -------- | ------ |
| Albumism             | The 100 Best Albums of 2021                 | 3        | [ 27 ] |
| The AU Review        | The 40 Best Albums of 2021                  | 3        | [ 28 ] |
| DIY                  | Best Albums of 2021                         | 1        | [ 29 ] |
| Esquire (español)    | Los mejores discos de 2021                  | 15       | [ 30 ] |
| Gaffa                | Her er årets 20 bedste internationale album | 4        | [ 31 ] |
| The Guardian         | The 50 Best Albums of 2021                  | 2        | [ 32 ] |
| The Line of Best Fit | The Best Albums of 2021 Ranked              | 23       | [ 33 ] |
| NME                  | The 50 Best Albums of 2021                  | 3        | [ 34 ] |
| OOR                  | Dit Zijn De 20 Beste Albums Van 2021        | 7        | [ 35 ] |
| Riff Magazine        | The 108 Best Albums of 2021                 | 8        | [ 36 ] |
| The Skinny           | Top Ten Albums of 2021                      | 7        | [ 37 ] |
| Time                 | The 10 Best Albums of 2021                  | 4        | [ 38 ] |

## Lanzamiento
El 24 de febrero de 2021, la banda anunció el título del álbum y la fecha de lanzamiento inicial para el 11 de junio del mismo año, junto a la publicación de su sencillo «The Last Man on Earth». La fecha final fue cambiada a una semana de antelación, con la banda dando el anuncio en mayo. Con la publicación final, todas las canciones vienen con un vídeo musical dirigido por Jordan Hemingway, formando una narrativa visual. Como principal protagonista aparece la vocalista Ellie Roswell, con The Daily Utah Chronicle describiendo: “Blue Weekend retrata intrincadamente el amor fuera del romance; [visualmente] necesarios enfatizan la suave inocencia de los comienzos y los finales contados en las canciones”.
A finales de año, fue publicado una edición deluxe con cinco canciones en directo nombrados The Pool Sessions, incluyendo una versión de «Bobby» por Alex G. En junio de 2022, fue publicado un extended play (EP) con cuatro versiones nuevas en formato canción de cuna, nombrado Blue Lullaby.

## Promoción

### Sencillos
El álbum estuvo precedido por cuatro sencillos. «The Last Man on Earth» fue publicado el 24 de febrero de 2021 como sencillo líder del álbum. Fue presentado por Annie Mac en su programa de BBC Radio 1.
«Smile» fue publicado el 20 de abril de 2021 como segundo sencillo. El 4 de mayo, la banda se presentó en The Late Late Show with James Corden, donde interpretaron la canción en vivo.
«No Hard Feelings» fue liberado el 11 de mayo de 2021 luego de un estreno anticipado en el show de Zane Low. «How Can I Make It OK?» fue liberado el 3 de junio de 2021 como el último sencillo del álbum junto con un vídeo musical.

## Lista de canciones
| N.º   | Título                                             | Duración |  |
| 1.    | «The Beach»                                        | 2:35     |  |
| 2.    | «Delicious Things»                                 | 5:04     |  |
| 3.    | «Lipstick on the Glass»                            | 4:07     |  |
| 4.    | «Smile»                                            | 3:16     |  |
| 5.    | «Safe from Heartbreak (If You Never Fall in Love)» | 2:32     |  |
| 6.    | «How Can I Make It OK?»                            | 4:47     |  |
| 7.    | «Play the Greatest Hits»                           | 2:27     |  |
| 8.    | «Feeling Myself»                                   | 4:43     |  |
| 9.    | «The Last Man on Earth»                            | 4:21     |  |
| 10.   | «No Hard Feelings»                                 | 2:35     |  |
| 11.   | «The Beach II»                                     | 3:39     |  |
| 40:08 |                                                    |          |  |

| Edición japonesa – bonus track |                |          |  |
| N.º                            | Título         | Duración |  |
| 12.                            | «Smile (Demo)» | 3:10     |  |
| 43:21                          |                |          |  |

| Edición de Record Store Day 2021 – bonus track |                                      |          |  |
| N.º                                            | Título                               | Duración |  |
| 12.                                            | «Time is Not a Straight Line (Demo)» | 2:35     |  |
| 42:43                                          |                                      |          |  |

| Tour Deluxe |                                                           |          |  |
| N.º         | Título                                                    | Duración |  |
| 12.         | «Smile (Live)»                                            | 3:14     |  |
| 13.         | «How Can I Make It OK? (Live)»                            | 4:56     |  |
| 14.         | «Safe from Breakheart (if you never fall in love) (Live)» | 2:32     |  |
| 15.         | «Bobby (Live)»                                            | 3:32     |  |
| 16.         | «The Last Man on Earth (Live)»                            | 4:35     |  |
| 59:28       |                                                           |          |  |

| Blue Lullaby – EP |                                           |          |  |
| N.º               | Título                                    | Duración |  |
| 1.                | «Lipstick on the Glass (Lullaby Version)» | 4:06     |  |
| 2.                | «How Can I Make It OK? (Lullaby Version)» | 3:42     |  |
| 3.                | «No Hard Feelings (Lullaby Version)»      | 2:38     |  |
| 4.                | «Feeling Myself (Lullaby Version)»        | 4:12     |  |
| 5.                | «The Last Man on Earth (Lullaby Version)» | 4:17     |  |
| 18:58             |                                           |          |  |

## Personal
Créditos adaptados de las líneas internas del álbum.
| Wolf Alice - Ellie Rowsell – Vocales, guitarra, piano, bajo, programación, mellotron, sintetizador, wurlitzer, arreglo de cuerda. - Joff Oddie – Guitarra, piano, voces de apoyo, glock, programación, sintetizador, aplausos, contrabajo eléctrico, bajo, resonador de tenor, 12-cuerda. - Theo Ellis – Bajos, programación. - Joel Amey – Batería, percusión, sintetizador, voces de apoyo, guitarra, stylophone, programación, aplausos. Músicos adicionales - Owen Pallett – arreglo de cuerda, violín, viola. - Iain Berryman – Vasos, programación, llaves, trompeta. - Joel Workman – Contrabajo eléctrico. - Michael Peter Olsen – Cello. - Markus Dravs – programación, sintetizador. | Técnicos - Markus Dravs – producción. - Iain Berryman – Ingeniería, producción adicional. - Joel Workman – asistencia de ingeniería (todas las pistas); ingeniería adicional (9). - Charlie Andrew – producción vocal (3); producción vocal adicional (1, 6, 9, 10); registro vocal adicional (tracks 2, 4). - Mark “Spike” Stent – mezcla. - Mate Wolach – Asistente de mezcla. - Ted Jensen – Masterización. Arte - Jordan Hemingway – dirección creativa, fotografía. - Jamie Reid – dirección de arte. - Aiden Miller – diseño. |

## Posicionamiento en listas
| Listas (2021)                        | Mejor posición |
| ------------------------------------ | -------------- |
| Australia (ARIA Charts)              | 9              |
| Austria (Ö3 Austria)                 | 39             |
| Bélgica (Ultratop Flandes)           | 52             |
| Escocia (Scottish Albums)            | 1              |
| España (Top 100 Álbumes)             | 59             |
| Estados Unidos (Current Album Sales) | 25             |
| Estados Unidos (Tastemaker Albums)   | 19             |
| Estados Unidos (Top Album Sales)     | 34             |
| Irlanda (Irish Albums)               | 3              |
| Países Bajos (Album Top 100)         | 96             |
| Portugal (AFP)                       | 18             |
| Reino Unido (UK Albums)              | 1              |
| Reino Unido (Independent Albums)     | 1              |
| Suiza (Schweizer Hitparade)          | 25             |

| Listas (2021)           | Posición |
| ----------------------- | -------- |
| Reino Unido (UK Albums) | 71       |

## Certificaciones
| País (Certificador) | Certificación | Ventas certificadas |
| --- | ------------- | ------------------- |
| Reino Unido (BPI) | Oro           | 100 000*            |
| ^cifras de envíos basadas únicamente en la certificación xcifras no especificadas basadas únicamente en la certificación |               |                     |